# Герман (герцог Австрии)
Герман VI (нем. Hermann VI; 1225 или 1226 — 4 октября 1250) — маркграф Бадена с 1243 года, герцог Австрии и Штирии c 1248 года, из династии Церингенов.

## Биография
Герман VI был сыном Германа V, маркграфа Бадена, и Ирменгарды Вельф, дочери Генриха V, пфальцграфа Рейнского. После смерти отца Герман VI и его младший брат Рудольф I разделили власть в Бадене. Но в 1248 году при поддержке папы Иннокентия IV был организован брак Германа и герцогини Гертруды Бабенберг, наследницы Австрии и Штирии. Герман VI уехал в Вену, оставив свои родовые владения брату.
Правление Германа в Австрии было неудачным. Австрийское дворянство и горожане не оказали ему поддержку. Герману пришлось искать убежища у герцога баварского. Власть в Австрии оспаривали сторонники императора и приверженцы Маргариты Бабенберг, тётки Гертруды. В октябре 1250 году Герман VI скончался, оставив после себя годовалого сына Фридриха.

## Брак и дети
- (1248) Гертруда Бабенберг (1226—1299), дочь Генриха (1208—1228), сына герцога Австрии и Штирии Леопольда VI
  - Фридрих I (1250—1268), маркграф Бадена, герцог Австрии и Штирии (1250—1251)
  - Агнесса (1250—1295), замужем (1265) за Ульрихом III, герцогом Каринтии, вторым браком (1270) за Ульрихом III, графом Хойнбург